# Flip-diszkográfia
A Flip japán együttes diszkográfiája ezidáig három nagylemezből, négy középlemezből, egy koncertlemezből, három önálló kislemezből és tíz videóklipből áll.

## Albumok

### Stúdióalbumok
| 2011                                                        | Micsi Evolution - Megjelent: 2011. május 25. - Kiadó: DefStar (DFCL-1778) - Formátum: CD (+DVD), digitális letöltés | 31 | 59 | —  | ?    |
| 2012                                                        | XX Emotion - Megjelent: 2012. május 16. - Kiadó: DefStar (DFCL-1890) - Formátum: CD (+DVD), digitális letöltés      | 16 | 27 | 23 | 4075 |
| 2013                                                        | Love Toxicity - Megjelent: 2013. június 26. - Kiadó: DefStar (DFCL-2016) - Formátum: CD (+DVD), digitális letöltés  | 41 | 64 | 59 | 2569 |
| „—” nem szerepelt listán, vagy nem jelent meg az országban. | |    |    |    |      |

### Középlemezek
| 2008                                                        | Haha kara umareta hinekure no uta - Megjelent: 2008. június 25. - Kiadó: High Wave (HICC-2618) - Formátum: CD | — | —   | — | — |
| 2009                                                        | Kansó csúdoku - Megjelent: 2009. május 20. - Kiadó: High Wave (HICC-2818) - Formátum: CD                      | — | —   | — | — |
| 2010                                                        | Dear Girls - Megjelent: 2010. február 3. - Kiadó: DefStar (DFCL-1599) - Formátum: CD                          | — | 140 | — | ? |
| 2010                                                        | Mulu Mole - Megjelent: 2010. szeptember 15. - Kiadó: DefStar (DFCL-1674) - Formátum: CD                       | — | 268 | — | ? |
| „—” nem szerepelt listán, vagy nem jelent meg az országban. | |   |     |   |   |

## Kislemezek
| 2011                                                        | Karto Niago   | 18 | 32  | 87 | 5 | — | 28 | 3367 | 6000 | Micsi Evolution |
| 2011                                                        | Hosii mono va | —  | 106 | —  | — | — | —  | ?    | ?    | XX Emotion      |
| 2012                                                        | Wonderland    | 19 | 27  | 16 | 2 | — | 24 | 3200 | ?    | XX Emotion      |
| „—” nem szerepelt listán, vagy nem jelent meg az országban. |               |    |     |    |   |   |    |      |      |                 |

* A Billboard Japan Hot Animation listáját 2010 decemberében, míg a RIAJ Digital Track Chartot 2009 áprilisában indították, utóbbi 2012. július 27-én megszűnt.

** Az Oricon kizárólag a fizikai formában megvásárolt lemezeket veszi számításba. 2009. szeptember 1-je óta abban az esetben, ha a kiskereskedő nem kötött szerződést az Oriconnal, akkor az általuk a cég felé közölt eladási adatok 30%-át veszik figyelembe az eladási lista összeállításakor. A digitális eladásokat a RIAJ tartja számon, ám pontos adatokat nem tesznek közzé.

## További megjelenések

### Válogatásalbumok
| Év                                                          | Dal                               | Oricon | Album                                      |
| Év                                                          | Dal                               | Heti   | Album                                      |
| ----------------------------------------------------------- | --------------------------------- | ------ | ------------------------------------------ |
| 2008                                                        | Haha kara umareta hinekure no uta | —      | Okinawan Life-sized Music anettai Showcase |
| 2011                                                        | Karto Niago                       | 2      | Gintama Best 2                             |
| „—” nem szerepelt listán, vagy nem jelent meg az országban. |                                   |        |                                            |

## Videók

### Videóklipek
| Év   | Cím                | Rendező(k)       |
| ---- | ------------------ | ---------------- |
| 2009 | It’s a Lie         | Motegi Maszaru   |
| 2010 | Laila              | Fukacu Maszakazu |
| 2010 | Khazana            | Fukacu Maszakazu |
| 2011 | Karto Niago        | Fukacu Maszakazu |
| 2011 | Nagai Kiss         | Fukacu Maszakazu |
| 2011 | Hosi no mono va    | Fukacu Maszakazu |
| 2012 | Wonderland         | Fukacu Maszakazu |
| 2012 | Cherry Bomb        | Fukacu Maszakazu |
| 2013 | Coming Out         | Fukacu Maszakazu |
| 2013 | Raspberry Rhapsody | ?                |